# Ceratandra
Ceratandra – rodzaj roślin z rodziny storczykowatych (Orchidaceae). Obejmuje 6 gatunków endemicznych dla RPA w Afryce.

## Systematyka
Rodzaj sklasyfikowany do podplemienia Coryciinae w plemieniu Diseae, podrodzina storczykowe (Orchidoideae), rodzina storczykowate (Orchidaceae), rząd szparagowce (Asparagales) w obrębie roślin jednoliściennych.
Wykaz gatunków
- Ceratandra atrata (L.) T.Durand & Schinz
- Ceratandra bicolor Sond. ex Bolus
- Ceratandra globosa Lindl.
- Ceratandra grandiflora Lindl.
- Ceratandra harveyana Lindl.
- Ceratandra venosa (Lindl.) Schltr.